# Stowmarket
Stowmarket este un oraș în comitatul Suffolk, regiunea East, Anglia, străbătut pe râul Dove. Orașul se află în districtul Mid Suffolk.